# Batalhão Mariposa
O Batalhão Mariposa (em inglês:  Mariposa Battalion) foi um grupo de mercenários do estado da Califórnia, nos Estados Unidos, formado em 1851 para derrotar os povos nativos dos Ahwahnechee e Yokut como parte da guerra Mariposa, no contexto do genocídio da Califórnia, tendo este nome em razão do condado de Mariposa.
O batalhão lutou pelo controle do Vale de Yosemite, e foi chefiado por James Savage com o posto de Major por nomeação do governador da Califórnia, John McDougall. Depois de tomarem controle de Yosemite a Mariposa War terminou e o batalhão foi desfeito.